# Eubaphe conformis
Eubaphe conformis är en fjärilsart som beskrevs av Walker 1854. Eubaphe conformis ingår i släktet Eubaphe och familjen mätare. Inga underarter finns listade i Catalogue of Life.